# Римски цар
Римски цар је уобичајени назив за владаре у Римском царству. Званично, титула цара није никада постојала већ су кроз два царска периода (принципат и доминат) постојале и двије различите титуле:
- Принцепс (лат. princeps — први), први грађанин Римског царства;
- Доминус (лат. dominus — господар), монарх Римског царства.

Цареви су као дио свог личног имена имали и сљедеће називе: император, цезар и август. Могли су носити и још неке називе, као нпр. Divi filius, Pater Patriae итд.
У периоду тетрархије два римска владара носила су титуле августа, а два савладара титуле цезара.